# Carcelia murina
Carcelia murina är en tvåvingeart som först beskrevs av Charles Howard Curran 1938.  Carcelia murina ingår i släktet Carcelia och familjen parasitflugor. Inga underarter finns listade i Catalogue of Life.